# Laeliinae
Laeliinae – podplemię roślin z rodziny storczykowatych (Orchidaceae). Obejmuje 40 rodzajów, 5 hybryd i około 2600 gatunków występujących w Ameryce Północnej, Środkowej i Południowej.

## Systematyka
Podplemielemię sklasyfikowane do plemienia Epidendreae, podrodziny epidendronowych (Epidendroideae) w rodzinie storczykowatych (Orchidaceae), rząd szparagowce (Asparagales) w obrębie roślin jednoliściennych.
Wykaz rodzajów
- Acrorchis Dressler
- Adamantinia Van den Berg & C.N.Gonç.
- Alamania Lex.
- Amoana Leopardi & Carnevali
- Arpophyllum Lex.
- Artorima Dressler & G.E.Pollard
- Barkeria Knowles & Westc.
- Brassavola R.Br.
- Broughtonia R.Br.
- Cattleya Lindl.
- Caularthron Raf.
- Constantia Barb.Rodr.
- Dimerandra Schltr.
- Dinema Lindl.
- Domingoa Schltr.
- Encyclia Hook.
- Epidendrum L.
- Euchile (Dressler & G.E.Pollard) Withner
- Guarianthe Dressler & W.E.Higgins
- Hagsatera R.González
- Homalopetalum Rolfe
- Isabelia Barb.Rodr.
- Jacquiniella Schltr.
- Laelia Lindl.
- Leptotes Lindl.
- Loefgrenianthus Hoehne
- Meiracyllium Rchb.f.
- Microepidendrum Brieger ex W.E.Higgins
- Myrmecophila Rolfe
- Nidema Britton & Millsp.
- Oestlundia W.E.Higgins
- Orleanesia Barb.Rodr.
- Prosthechea Knowles & Westc.
- Pseudolaelia Porto & Brade
- Psychilis Raf.
- Pygmaeorchis Brade
- Quisqueya Dod
- Rhyncholaelia Schltr.
- Scaphyglottis Poepp. & Endl.
- Tetramicra Lindl.

Wykaz hybryd
- × Brassocattleya Rolfe
- × Catyclia J.M.H.Shaw
- × Laeliocattleya Rolfe
- × Myrmecolaelia F.Hanb. ex Rolfe
- × Psytonia J.M.H.Shaw